# Veljko Kadijević
Veljko Kadijević (en cyrillique, Вељко Кадијевић), né le 21 novembre 1925 à Glavina Donja dans la commune d'Imotski, royaume des Serbes, Croates et Slovènes, (maintenant en Croatie) et mort le 2 novembre 2014 , est un militaire yougoslave. 

## Biographie
Né d'un père serbe et d'une mère croate, il s'est déclaré yougoslave.
En 1963, il est diplômé de l’école d’état major de l’armée américaine de Fort Leavenworth dans le Kansas. Néanmoins, les Américains ne garderont pas de sympathie envers lui, car il restera un bolchevique et communiste endurci. Il deviendra général de l'armée populaire yougoslave (JNA).
Veljko Kadijević était ministre de la Défense dans le gouvernement yougoslave de 1988 à 1992, ce qui faisait de lui de facto le commandant de l’armée populaire yougoslave durant la guerre des 10 jours en Slovénie et le conflit armé en Croatie. Il avait le grade de général d'armée.
Fin 1991, il s’envolera vers Moscou à la recherche d’appuis militaires et politiques. Il sera reçu et obtiendra le soutien du maréchal Dmitri Iazov, mais ne sera jamais reçu par Mikhaïl Gorbatchev. Il comprit alors que la fin de la république fédérative socialiste de Yougoslavie était proche et accusera l’Allemagne comme principal fautif de la désintégration.
Réfugié à Moscou (Russie) depuis janvier 2001, à la suite de l’éviction de Slobodan Milosević, il fait l'objet de la part des autorités judiciaires croates, d'un mandat d'arrêt Interpol pour crimes de guerre.
Il a publié en 2007, en langue russe le livre Contre-attaque, ma vision de la désintégration de la Yougoslavie.

## Déclarations
- L'ex-armée yougoslave (JNA) ne s'était pas déployée au printemps 1991 pour « empêcher un conflit inter-ethnique », comme l'avait déclaré la présidence fédérale de l'époque, mais bien pour s'emparer « des territoires serbes en Croatie et pour ensuite se replier aux frontières d'une future Yougoslavie ».
- « l'armée yougoslave [était prête à aller] jusqu'à Zagreb et au-delà ». Quant au siège de Dubrovnik, il devait « non seulement permettre d'avancer sur Split mais aussi servir d'atout pour négocier un compromis avec la communauté internationale ».